# Custodians Rugby

Escudo de Custodians Rugby League

Custodians Rugby, también conocido como Custodians España Rugby League o Atlético Custodians Rugby League es un club de Rugby League o Rugby a 13 fundado en 2014 en la Ciudad de Madrid, España y que cuenta con equipo masculino y femenino. 
El nombre Custodians hace referencia a los Ángeles Custodios, patronos de la Policía Nacional de España, ya que el equipo fue creado originalmente por miembros de ese cuerpo policial. Con el paso del tiempo se incorporaron al equipo jugadores de otros cuerpos de seguridad e incluso del Ejército Español, hasta que finalmente acabaron sumándose en sus siguientes temporadas jugadores no pertenecientes a las Fuerzas y Cuerpos de Seguridad del Estado e incluso rugbistas no españoles.
Su escudo lo forma la representación tradicional del Arcángel San Miguel (o en ocasiones un ángel custodio) pisando la cabeza de un demonio alado. Esta simbología es debida a que si bien los Ángeles Custodios son los patronos de la Policía Nacional, el Arcángel San Miguel es el patrón de muchos cuerpos policiales de América y Europa, por su significado simbólico de la lucha del bien contra el mal.

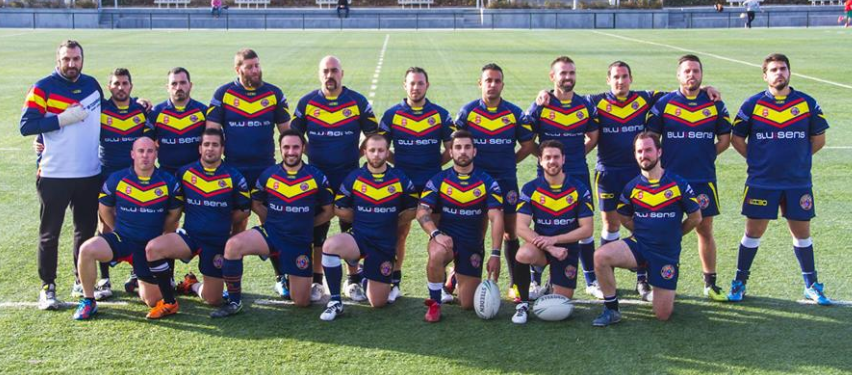
Primer uniforme de Custodians Rugby League de color azul marino

Los colores originales del equipo imitaron los de la uniformidad y los coches patrulla de la Policía Nacional, siendo azul marino con un triángulo formando la bandera de España a la altura del pecho de los jugadores. A partir de la temporada 2015-2016 los colores oficiales del club pasaron a ser negro y blanco indistintamente, con tres franjas con los colores de la bandera española a modo de desgarro en el hombro.
El club ha logrado con su equipo masculino ser campeón de la Liga Nacional (enlace roto disponible en Internet Archive; véase el historial, la primera versión y la última). en las temporadas 2014-2015 y 2016-2017, campeón de la Copa de España en la temporada 2015-2016 y campeón de la Supercopa de España en la temporada 2016-2017.

## Historia del Club
Uno de los pilares importantes en la creación del club fue el equipo de rugby Madrid Griffons. Muchos de los jugadores de las primeras plantillas de Custodians han jugado con anterioridad en el equipo de Griffons, club decano del rugby league en Madrid.
El equipo masculino disputó su primer encuentro contra el club Córdoba Fénix el 18 de enero de 2015, partido que supuso el primer encuentro de rugby en su modalidad a XIII o league en la historia de Andalucía, finalizando el encuentro con victoria para los cordobeses por 20 a 13. Córdoba Fénix consiguió cinco ensayos por tres del Custodians Rugby League. Esa misma temporada debutaría en el Campeonato Nacional de Liga, consiguiendo clasificarse para las eliminatorias del campeonato, que se disputarían en la Comunidad Valenciana. Los madrileños vencieron a domicilio a los dos favoritos al título, Valencian Warriors en semifinales (12-24) y a Ciencias XIII Valencia en la final (10-26) para ser el primer campeón no valenciano de un título nacional.

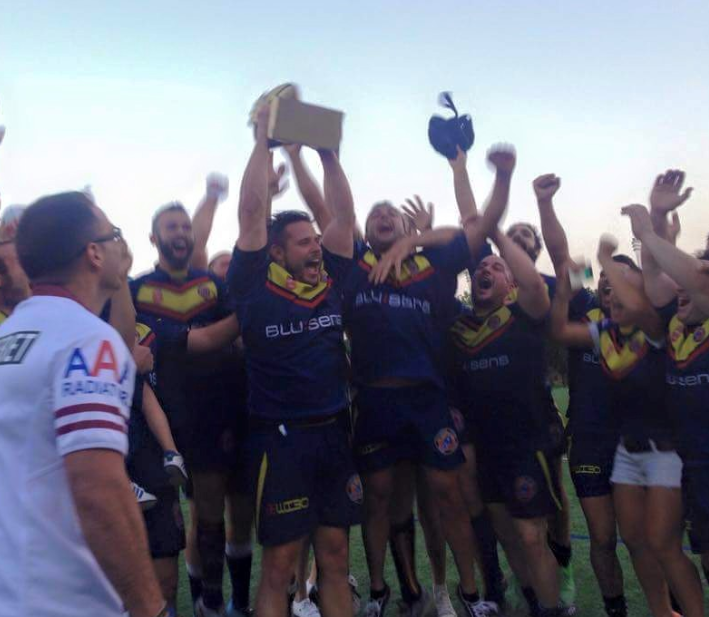
Juan Luis Mudarra, capitán de Custodians Rugby League, levanta el título de campeón de la Liga Nacional de España de la temporada 2014-2015.

A partir de la temporada 2015-2016, Custodians inicia un acuerdo de colaboración con el Getafe Rugby Club, trasladando su sede deportiva a esa ciudad de Madrid. Hasta ese momento el equipo había disputado sus encuentros oficiales y amistosos en los campos de rugby de Hortaleza (Madrid) y la localidad de Tres Cantos (Madrid). Esa temporada Custodians alzaría el título de Copa de España (su primera y única) al derrotar en Valencia al equipo Valencian Warriors por un tanteo de 30-40.
La temporada 2016-2017 finalizaría con el segundo título de liga nacional al derrotar en Valencia a Tigres Torrente por un tanteo de 18-36 y una derrota en la final de la Copa de España frente a los mismos rivales por un tanteo de 28-24.
En la temporada 2017-2018, Custodians inicia una colaboración con el Club de Rugby Atlético Socios, pasando a denominarse para la competición de liga así como en sus redes sociales Atlético Custodians Rugby League y estableciendo nuevamente su sede para entrenamientos y partidos en el campo de El Bercial en la localidad de Getafe (Madrid).
El equipo femenino, denominado Custodians Women Rugby League, o simplemente Custodians Women, fue formado igualmente en la temporada 2014-2015 mayoritariamente por mujeres pertenecientes a la Policía Nacional. En su haber cuenta con dos hitos históricos: en el año 2015 Custodians Women jugó el primer partido de Rugby League Femenino en España contra el Getafe Rugby Club y meses después disputaría el primer partido de Rugby League Femenino internacional contra el equipo Marseille XIII de la Liga Francesa en el Campo de El Bercial en la localidad de Getafe (Madrid) el 17 de diciembre de 2016.
En cuanto a encuentros internacionales, el club ha disputado tres partidos, todos amistosos, siendo dos encuentros contra equipos de policías del Reino Unido, el primero el 14 de abril de 2016 contra el Combined Lancashire Police Rugby League y el segundo contra el equipo West Yorkshire Police el 18 de mayo de 2019, jugando igualmente un encuentro contra Occitanie XIII, un equipo combinado de la liga francesa el 7 de marzo de 2017.
A raíz de la creación del club en Madrid, llegó a tener filiales en las ciudades de Málaga y Barcelona.
El club ha aportado en estos años varios jugadores a la selección española de Rugby League, conocida como el XIII del Toro, que conquistó el torneo European Championship C del año 2015.
En 2016 el club realizó una campaña de publicidad para darse a conocer y captar aficionados que fue recogida en medios deportivos nacionales como el diario AS y la televisión Cuatro.
El jugador de rugby de origen camerunés Thierry Futeu perteneciente al club de Rugby Union Stade Français Paris de la liga francesa e internacional por la Selección Española de Rugby XV jugó en Custodians Rugby League entre las temporadas 2015 y 2017. Además han sido miembros del club, bien como técnicos o como parte de la plantilla del equipo masculino jugadores procedentes de Australia, Nueva Zelanda, Italia, Francia, Polonia o Grecia.

## Palmarés
- Custodians Rugby League tiene en su haber dos títulos de liga, uno de copa y uno de supercopa de España.La plantilla de Custodians Rugby League celebra la consecución de su segundo título de Liga Nacional de España en la temporada 2016-2017.

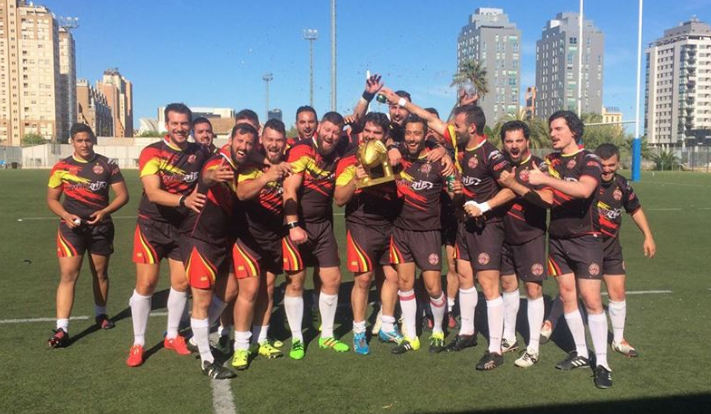
La plantilla de Custodians Rugby League celebra la consecución de su segundo título de Liga Nacional de España en la temporada 2016-2017.

- Campeón de la Liga Nacional en las temporadas 2014-2015 y 2016-2017
- Subcampeón de la Liga Nacional la temporada 2015-2016
- Campeón de Copa en la temporada 2015-2016
- Subcampeón de Copa en la temporada 2016-2017
- Campeón de la Supercopa de España en la temporada 2016-2017